# The Players Championship
The Players Championship (stilisierte Schreibweise der PGA Tour: THE PLAYERS Championship; oft The Players abgekürzt) ist das höchstdotierte Event der professionellen nordamerikanischen Golfturnierserie PGA Tour. Es wird jährlich im März – 2007 und 2018 im Mai – auf dem Stadium Course des Tournament Players Club at Sawgrass im Nordosten von Florida ausgetragen.

## Geschichte
Die erste Players Championship fand 1974 am Atlanta Country Club in Marietta, Georgia statt. Im Folgejahr wechselte man zum Colonial Country Club in Fort Worth, Texas, im Jahr darauf in den Inverrary Country Club in Ft. Lauderdale, Florida. Ab 1977 wurde das Turnier endgültig nach Ponte Vedra Beach in Florida verlegt und vorerst auf dem Sawgrass Country Club's Oceanside Course gespielt. Als 1982 der Stadion-Kurs des Sawgrass Country Club fertiggestellt war, übersiedelte man über die Straße und ist seither ständiger Gast auf der kurz TPC at Sawgrass genannten Anlage. Seit 2007 wurde das Turnier wegen der Umstrukturierung des PGA-TOUR-Kalenders in den Mai verlegt und damit Teil einer Serie von monatlichen Groß-Events, beginnend mit dem Masters im April, der US Open im Juni, der Open Championship im Juli und der PGA Championship im August. 2018 wurde der Turnierkalender der PGA erneut überarbeitet und The Players Championship findet seit 2019 jährlich bereits im März statt. Zudem wurde der TPC at Sawgrass noch gründlich überarbeitet.
2020 wurde das Turnier vorzeitig nach der ersten Runde abgebrochen. Die gesundheitlichen Bedenken und eventuellen Reisebeschränkungen (vor allem für internationale Spieler) im Zusammenhang mit der steigenden Verbreitung und Ansteckungsgefahr durch COVID-19, für Spieler und Fans wurden zu groß. Die Hälfte des Preisgeldes (7,5 Mio. US-$) sollte zudem an alle 144 teilnehmenden Spieler ausgezahlt werden ($52,083.33 pro Spieler).

## Dotation und Bonifikationen
Die Players Championship hat das weltweit höchste Preisgeld (2025 insgesamt 25 Mio. US-$, davon 4,5 Mio. für den Sieger.) im Turniergolf und werden deswegen von den Medien auch als das "Fünfte Major" bezeichnet. Deshalb ist bei diesem Turnier die gesamte Weltelite des Golfsports fast lückenlos vertreten. Das Event bringt, abgesehen von den Majors, die meisten Punkte für die Golfweltrangliste. Außerdem bekommt der Sieger eine 5-Jahres-Spielberechtigung auf der PGA TOUR, drei Jahre sowohl eine Einladung zum Masters als auch die Spielberechtigung bei der Open Championship und der US Open, sowie einen fixen Startplatz für die PGA Championship im selben Jahr.

## Das berühmteste Loch
Die Players Championship ist bekannt für eines der berühmtesten Löcher im professionellen Golf: Das 17. Loch des Stadion-Kurses ist ein Par 3 mit etwa 125 Metern Länge. Die Golffans in aller Welt erkennen es sofort als das berüchtigte Island Green, ein Inselgrün (also komplett von Wasser umgeben), und das Signatur-Loch des TPC at Sawgrass. Neben einigen Hole-In-One, z. B. von Fred Couples, spielten sich hier schon viele Dramen ab und Ergebnisse von 7 Schlägen und mehr sind nicht selten. Schuld daran sind oft unvermittelt auftretende, unberechenbare Winde.

## Sieger
| 2025 Rory McIlroy      | Nordirland         |
| 2024 Scottie Scheffler | Vereinigte Staaten |
| 2023 Scottie Scheffler | Vereinigte Staaten |
| 2022 Cameron Smith     | Australien         |
| 2021 Justin Thomas     | Vereinigte Staaten |
| 2019 Rory McIlroy      | Nordirland         |
| 2018 Webb Simpson      | Vereinigte Staaten |
| 2017 Kim Si-woo        | Südkorea           |
| 2016 Jason Day         | Australien         |
| 2015 Rickie Fowler     | Vereinigte Staaten |
| 2014 Martin Kaymer     | Deutschland        |
| 2013 Tiger Woods       | Vereinigte Staaten |
| 2012 Matt Kuchar       | Vereinigte Staaten |
| 2011 K.J. Choi         | Südkorea           |
| 2010 Tim Clark         | Südafrika          |
| 2009 Henrik Stenson    | Schweden           |
| 2008 Sergio García     | Spanien            |
| 2007 Phil Mickelson    | Vereinigte Staaten |
| 2006 Stephen Ames      | Kanada             |
| 2005 Fred Funk         | Vereinigte Staaten |
| 2004 Adam Scott        | Australien         |
| 2003 Davis Love III    | Vereinigte Staaten |
| 2002 Craig Perks       | Neuseeland         |
| 2001 Tiger Woods       | Vereinigte Staaten |
| 2000 Hal Sutton        | Vereinigte Staaten |
| 1999 David Duval       | Vereinigte Staaten |
| 1998 Justin Leonard    | Vereinigte Staaten |
| 1997 Steve Elkington   | Australien         |
| 1996 Fred Couples      | Vereinigte Staaten |
| 1995 Lee Janzen        | Vereinigte Staaten |
| 1994 Greg Norman       | Australien         |
| 1993 Nick Price        | Simbabwe           |
| 1992 Davis Love III    | Vereinigte Staaten |
| 1991 Steve Elkington   | Australien         |
| 1990 Jodie Mudd        | Vereinigte Staaten |
| 1989 Tom Kite          | Vereinigte Staaten |
| 1988 Mark McCumber     | Vereinigte Staaten |
| 1987 Sandy Lyle        | Schottland         |
| 1986 John Mahaffey     | Vereinigte Staaten |
| 1985 Calvin Peete      | Vereinigte Staaten |
| 1984 Fred Couples      | Vereinigte Staaten |
| 1983 Hal Sutton        | Vereinigte Staaten |
| 1982 Jerry Pate        | Vereinigte Staaten |
| 1981 Raymond Floyd     | Vereinigte Staaten |
| 1980 Lee Trevino       | Vereinigte Staaten |
| 1979 Lanny Wadkins     | Vereinigte Staaten |
| 1978 Jack Nicklaus     | Vereinigte Staaten |
| 1977 Mark Hayes        | Vereinigte Staaten |
| 1976 Jack Nicklaus     | Vereinigte Staaten |
| 1975 Al Geiberger      | Vereinigte Staaten |
| 1974 Jack Nicklaus     | Vereinigte Staaten |